# Filip Lazarov
Filip Lazarov (21. travnja 1985.), makedonski rukometaš. Nastupa za klub SG Ratingen 2011 i Sjevernomakedonsku reprezentaciju. Sudjelovao na svjetskom prvenstvu 2019. godine. Brat je rukometaša Kirila Lazarova.